# Фелікс (Альмерія)
Фелікс (ісп. Felix) — муніципалітет в Іспанії, у складі автономної спільноти Андалусія, у провінції Альмерія. Населення — 643 особи (2010).
Муніципалітет розташований на відстані близько 410 км на південь від Мадрида, 16 км на захід від Альмерії.

## Демографія
Динаміка населення (INE ):